# Medalha "pela vitória sobre a Alemanha na Grande Guerra Patriótica 1941-1945"

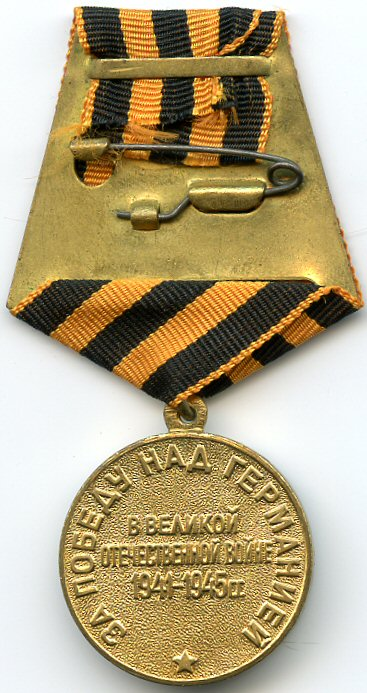
Reverso da medalha "Pela vitória sobre a Alemanha na Grande Guerra Patriótica 1941–1945"

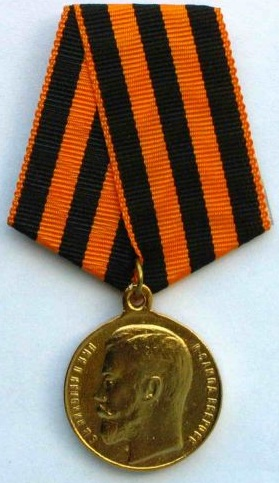
A Medalha de São Jorge compartilha o mesmo princípio de design da medalha "Vitória sobre a Alemanha", que apresenta a imagem do Czar Nicolau II, em vez de Josef Stalin

A medalha "Pela vitória sobre a Alemanha na Grande Guerra Patriótica 1941-1945" (em russo:  Медаль «За победу над Германией в Великой Отечественной войне 1941—1945 гг.») foi uma condecoração militar da União Soviética instituída em 9 de maio de 1945, por decreto do Presidium do Soviete Supremo da URSS  para denotar a participação militar na vitória das forças armadas soviéticas sobre a Alemanha nazista na Grande Guerra Patriótica Guerra.

## Estatuto da medalha
A Medalha "Pela Vitória sobre a Alemanha na Grande Guerra Patriótica 1941-1945" foi concedida a todos os militares e civis do Exército Vermelho, da Marinha e das tropas do NKVD que estiveram diretamente envolvidos nas diferentes frentes do Segunda Guerra Mundial e garantiu a vitória por meio de seu trabalho nos vários distritos militares; a todos os militares e civis que serviram durante a Grande Guerra Patriótica nas fileiras do Exército Vermelho, da Marinha ou dos batalhões de destruição do NKVD, mas que foram dispensados do serviço militar por lesão ou doença, bem como aos transferidos por decisão do Estado ou das organizações do Partido para tarefas fora das forças armadas.
A concessão da medalha foi feita em nome do Presidium do Soviete Supremo da URSS com base em documentos que atestam a participação real na Grande Guerra Patriótica emitidos por comandantes de unidade, chefes de estabelecimentos médicos militares ou comitês executivos de regionais ou soviéticos da cidade. Os militares em serviço receberam a medalha do comandante de sua unidade, os aposentados do serviço militar receberam a medalha de um comissário militar regional, municipal ou distrital da comunidade do destinatário.
A Medalha "Pela Vitória sobre a Alemanha na Grande Guerra Patriótica 1941-1945" foi usada no lado esquerdo do peito e na presença de outras condecorações da URSS, foi localizada imediatamente após a Medalha "Pela Defesa do Transártico Soviético". Se usada na presença de ordens ou medalhas da Federação Russa, estas últimas têm precedência.

## Descrição da medalha
A Medalha "Pela Vitória sobre a Alemanha na Grande Guerra Patriótica 1941-1945" era uma medalha circular de latão de 32 mm de diâmetro com uma borda elevada em ambos os lados. No anverso, o busto de perfil esquerdo de Joseph Stalin com o uniforme de marechal da União Soviética, ao longo da circunferência superior da medalha, a inscrição em relevo "NOSSA CAUSA É JUSTA" (em russo:  НАШЕ ДЕЛО ПРАВОЕ; NASHE DELO PRAVOE), ao longo da circunferência inferior da medalha, a inscrição em relevo "SOMOS VITORIOSOS" (em russo:  МЫ ПОБЕДИЛИ; MI POBEDILI). No reverso, na parte inferior, uma pequena estrela de cinco pontas, ao longo da circunferência da medalha, a inscrição em relevo "PELA VITÓRIA SOBRE A ALEMANHA" (em russo:  «ЗА ПОБЕДУ НАД ГЕРМАНИЕЙ»; «ZA POBEDU NAD GERMANIEY»), no centro, a inscrição em relevo em três linhas "NA GRANDE GUERRA PATRIÓTICA DE 1941-1945 (em russo:  «В ВЕЛИКОЙ ОТЕЧЕСТВЕННОЙ ВОЙНЕ 1941—1945 ГГ.»; «V VELIKOY OTECHESTVENNOY VOYNE 1941-1945 GG.» »; «V VELIKOY OTECHESTVENNOY VOYNE 1941-1945 GG. »).
A medalha "Pela vitória sobre a Alemanha na Grande Guerra Patriótica 1941–1945" é presa por um anel através do laço de suspensão da medalha a uma montagem pentagonal soviética padrão coberta por uma fita de São Jorge em padrão moiré de seda de 24 mm de largura.

## Destinatários notáveis
Os indivíduos abaixo foram todos agraciados com a Medalha "Pela Vitória sobre a Alemanha na Grande Guerra Patriótica de 1941─1945".

### Soviéticos
- Político responsável pela defesa de Leningrado, Andrei Alexandrovich Jdanov
- Marechal da União Soviética Konstantin Rokossovsky
- Artista do Povo da URSS Yuri Vladimirovich Nikulin
- Comandante do batalhão de tanques Arseny Nikiforovich Semionov
- Tenente Vsevolod Andreevich Bazhenov
- Coronel Baurzhan Momyshuly
- Tenente Coronel Fatyh Zaripovich Sharipov
- Major Raul-Yuri Georgievich Ervier
- Agressor do Reichstag, Tenente Aleksei Berest
- Hasteador da bandeira do Reichstag, Sargento Meliton Varlamovich Kantaria
- Hasteador da bandeira do Reichstag, Sargento Mikhail Alekseevich Yegorov
- Tenente e autor Vasil Uładzimiravič Bykaŭ
- Almirante Filipp Sergeevich Oktyabrskiy
- Capitão Mariya Ivanivna Dolina
- Major Natalya Fyodorovna Meklin
- General do Exército Yakov Grigorevich Kreizer
- Almirante da Frota Alexei Ivanovich Sorokin
- Tenente General Vasily Mikhaylovich Badanov
- Artilheiro Rostislav Ivanovich Vovkushevsky
- Marechal de Artilharia Vasily Ivanovich Kazakov
- Marechal da União Soviética Fiódor Ivanovich Tolbúkhin
- Tenente Coronel Petras Ciunis
- Lyudmila Mikhailovna Pavlichenko
- Alexey Afanasyevich Dobryden

### Estrangeiros
- General no comando do 1º Corpo do Exército da Tchecoslováquia, Ludvík Svoboda (Tchecoslováquia)
- Marechal da Polônia Marian "Marek" Spychalski (Polônia)
- General e Presidente Wojciech Witold Jaruzelski (Polônia)
- Brigadeiro General Mieczysław Cygan (Polônia)
- Marinheiro Asbjørn Edvin Sunde (Noruega)
- General Vasile Atanasiu (Romênia)
- Major Roland Paulze d'Ivoy de la Poype (França)
- Tenente Coronel Pierre Pouyade (França)
- Joseph Beyrle (Estados Unidos)